# کریستیانو دونی
کریستیانو دونی (به ایتالیایی: Cristiano Doni) بازیکن فوتبال و اهل ایتالیا است که از سال ۲۰۰۱ میلادی عضو تیم ملی فوتبال ایتالیا بوده و در ۷ بازی ملی حضور داشته‌است. او در بازی‌های ملی‌اش ۱ گل به ثمر رساند.
کریستیانو دونی آخرین بازی ملی خود را در سال ۲۰۰۲ میلادی انجام داد.